# Pripadnost privrednog subjekta
Pri određenju pripadnosti pravnog lica međunarodno privatno pravo polazi od sedišta privrednog subjekta. 
Postoje dva koncepta sedišta privrednog društva. Dve osnovne vrste, tj. koncepti privrednog sedišta jesu koncept inkorporacije i koncept stvarnog sedišta privrednog društva

## Koncepti sedišta privrednog društva
Prvi koncept sedišta je koncept osnivanja, inkorporacije, koncept registrovanog sedišta po mestu osnivanja. Prema ovom konceptu, privredno društvo ima svoje registrovano sedište po mestu osnivanja (registracije) koje ne mora biti vezano za mesto obavljanja delatnosti društva, niti za mesto odakle se upravlja društvom.
Za zemlje koje prihvataju teoriju inkorporacije (uglavnom anglosaksonske zemlje), društvo pripada pravu zemlje gde je inkorporisano (osnovano), bez obzira na to da li u toj zemlji obavlja delatnost ili ima sedište glavne uprave. Dakle, teorija inkorporacije prihvata koncept nacionalnosti kompanije-društvo je vezano za pravo zemlje gde je osnovano, poput državljanstva fizičkog lica.
Drugi koncept, koji prihvata većina evropskih zemalja, jeste koncept realnog tj. stvarnog sedišta privrednog društva. Prema ovom konceptu, sedište privrednog društva  je tamo gde društvo obavlja glavnu delatnost ili odakle se upravlja društvom.
Za zemlje koje prihvataju teoriju stvarnog sedišta, društvo pripada pravu zemlje gde se nalazi to sedište, a ono može biti u jednoj zemlji samo ako u njoj to društvo ima sedište glavne uprave ili tu obavlja glavnu delatnost. Ovaj koncept prihvata i naš Zakon o privrednim društvima.

### Nedostaci teorija pripadnost privrednog društva
Kao nedostatak teorije inkorporacije navodi se nemogućnost zaštite pravne sigurnosti. Primenom ove teorije, osnivači pravnog lica mogu da izvrše izbor prava po čijim pravilima će se pravno lice osnovati.
Sa druge strane, kada se primenjuje teorija stvarnog sedišta, tada je izmeštanje sedišta u drugu državu praktično nemoguća, jer time pravno lice gubi svoj subjektivitet. Zbog toga ne postoji mogućnost za izigravanje zakona.

## Literatura
1. Mirko S. Vasiljević, Кompanijsko pravo - Право привредних друштава Србије ЕУ, Београд, 2007
2. Aleksandar Jakšić, Međunarodno privatno pravo, Beograd,2008